# Departamento de Chontales
Chontales es un departamento de Nicaragua. Su cabecera departamental es Juigalpa. Dentro de la división territorial y administrativa de la capitanía general de Guatemala existió el llamado corregimiento de Chontales.

## Toponimia
El término Chontal era usado por los distintos pueblos nahuas (tanto de habla náhuatl o náhuat), con el significado de "pueblo de afuera, extranjero"; y en este caso hace referencia a que en la serranía al norte del lago Xolotlán o lago de Managua hacia la península de Cosigüina, vivían los temidos chontales, a quienes los chorotegas  (dirianes y nagrandanos) y los nahoas o niquiranos calificaron de "gente ruda" y de "alguien que habla como balbuceando" (popoluca o popoloca por los náhuas), y con los cuales sostuvieron continuas guerras.
El origen de este término podría proceder de los mercaderes (pochtecas) aztecas (hablantes de náhuatl) que pasaban por los valles de los actuales departamentos de Olancho y Nueva Segovia hacia el actual Chontales y por el Río San Juan en busca de oro hacia las regiones de Talamanca (Costa Rica) y Veragua (Panamá), situadas hacia al sur o de los pueblos pipiles o nicaraos (hablantes del idioma náhuat) asentados en la costa pacífica.

## Historia
Según datos arqueológicos, las primeras indígenas poblaron estas zonas entre el año 600 y 630 d. C. Se sabe que estas tribus eran aguerridas y fueron una de las últimas en ser sometidas por los españoles durante la conquista del territorio nicaragüense. Estas constituían una región periférica a la Gran Nicoya, donde tenían relaciones comerciales e intercambio de cerámica.
No existe un registro oficial sobre la fundación del departamento de Chontales, pero era de hecho uno de los siete departamentos de Nicaragua en el siglo XIX.
Juigalpa, su cabecera departamental, presenta un registro histórico de muchos siglos, y aunque esta población ya existía como un asentamiento indígena, sólo se menciona en el año 1659, cuando el alcalde Don Jerónimo de Villegas, solicita tierras a los representantes españoles asentados en Guatemala. El 24 de abril de 1668 puede ser considerada la fecha de fundación de esta ciudad y quizás del departamento como tal, ya que en esa época fue aprobada tal solicitud.
Las tierras del Pacífico de Nicaragua, tenían todas las riquezas anheladas por los conquistadores españoles, excepto el codiciado oro, que se conseguía por trueque o como botín de guerra contra los vecinos chontales, un pueblo que había sido desalojado de la región hacia las serranías menos fértiles del centro del país por grupos que vinieron del norte. 

### Expulsión por los náhuas (nicaraos) y chorotegas
Los Chorotegas originarios de Cholula (México), fueron desalojados del centro hacia las sierras de Chiapas, donde también fueron desalojados, optando por continuar su éxodo hasta ubicarse en los territorios comprendidos entre los golfos de Fonseca (norte de Nicaragua) y Nicoya (sur de Costa Rica), alrededor del año 800 d. C. Más adelante, los nahoas o náhuas, emigrarían del centro de México a estas tierras en el 1300.
Al ocupar las planicies junto a los lagos de Nicaragua, los Chorotega y nahuas expulsaron a su vez a otras tribus previamente asentadas en el lugar, que fueron empujados hacia las mesetas centrales de Nicaragua (donde serían conocidas como chontales), y los Corobicíes, que encontraron refugio en la cordillera de Guanacaste.

### Incursiones contra poblados españoles
Los asaltos a las minas de Olancho y Segovia en 1527 por los chontales y xicaques dieron a los españoles una idea del carácter indómito de estas tribus, cuyo sometimiento se inició a finales del siglo XVI. Estas incursiones fueron en desquite por los abusos que los españoles cometían contra los indígenas de estas tribus.

### Ruta del oro de Moctezuma
Llama la atención la presencia de varios lugares con nombres náhuatl en el interior del territorio Chontal, posiblemente estén relacionados con la ruta de los mercaderes aztecas —los pochtecas,— que pasaban por los valles de los actuales departamentos de Olancho y Nueva Segovia hacia el actual Chontales y por el Río San Juan en busca de oro hacia las regiones de Talamanca (Costa Rica) y Veragua (Panamá), situadas hacia el sur. 

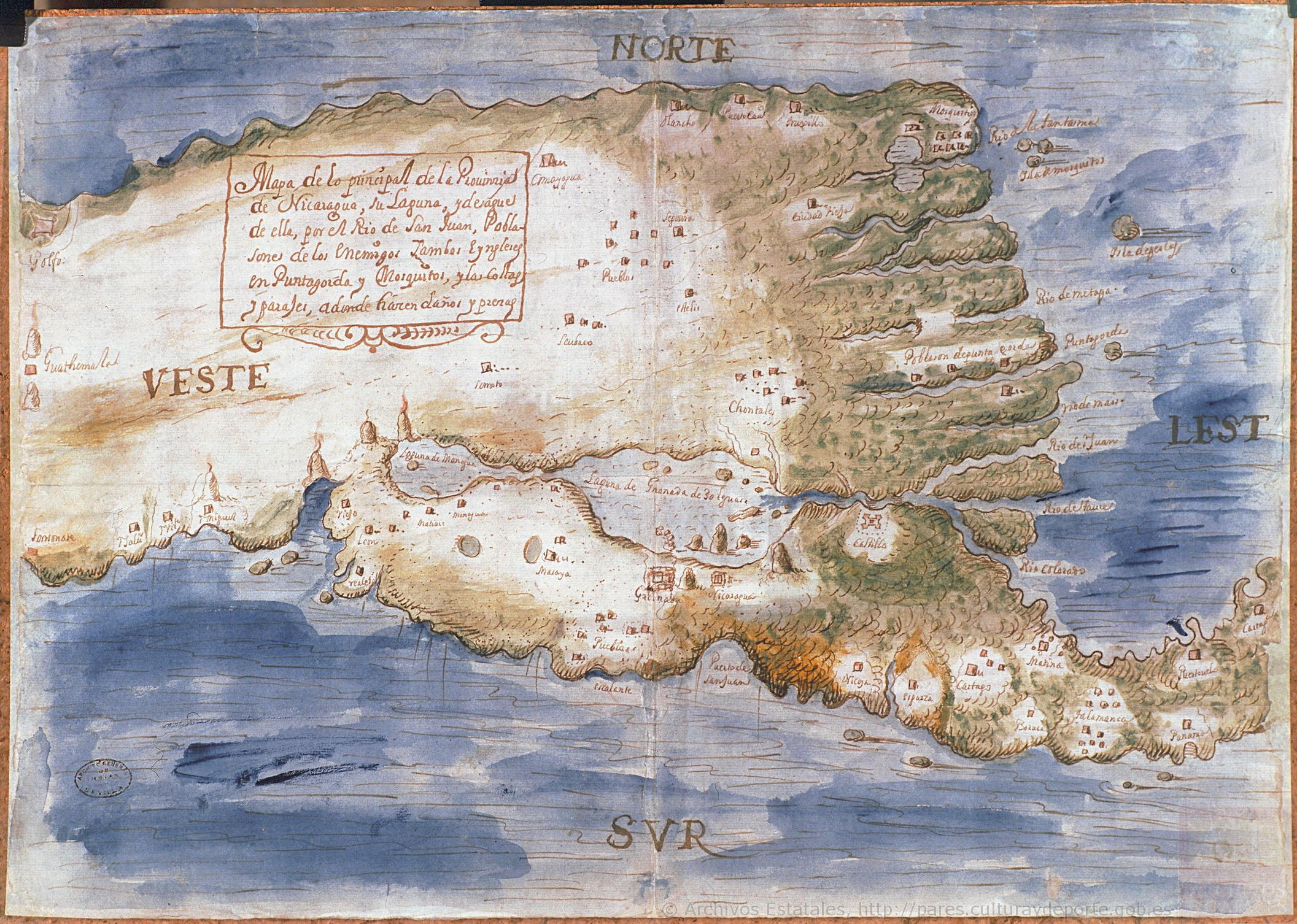
Chontales en el Mapa de lo principal de la Provincia de Nicaragua (1716)

Aún quedan algunos sitios con nombres como Quimichapa (entre Acoyapa y El Coral), Tepenaguasapa (río que nace en los bosques de El Almendro y Ayostepe, una pequeña colina cerca de El Rama.
Según el cronista Antonio Vázquez de Espinosa, en el capítulo 13 de su obra Compendio y descripción de las Indias Occidentales, Moctezuma II en 1518, mandó a sus guerreros de conquista (haciendo referencia a los pochtecas) hacia Nicaragua, para que le trajesen tributos; asimismo, en el capítulo 24 de la obra antes dicha, Vázquez de Espinosa menciona que: «Y estando estos embajadores del Mexicano en estas provincias tuvieron nueva de la venida de los Españoles, y de como auian vencido
a su Rey, y ganado la fuerte ciudad de México, y toda la tierra. Con estas nuevas se quedaron en estas ricas provincias y las an sustentado, y conservado en buen Gobierno en aumento».
No hay conclusiones evidentes que demuestren el posible contacto entre las tribus de la región Pacífico con las de la costa Caribe; en medio de las cuales estaban los chontales así como selvas impenetrables.

### Gastronomía chontal
Dentro de los platillos autóctonos de Chontales, se encuentran:
- Bewtrbú' t'o' xix chicharrón (Tamal de frijol con chicharrón)

- Be'ew'tr e'kt'o xix bek'ch'um (Tamal de chaya con semillas de calabaza)

- Chapä ja'as (Plátano sancochado): Se colocan los plátanos en la olla, sobre tamales, lo que le da un sabor original. Pueden servirse naturales o acompañados de crema y queso.

- Chirmol de pato

- Chtchtkbe'wáj de píyo (Tamal colorado de gallino)

- Ichir-ibam (Pejelagarto en chirmole)

- Penchuque: Tortilla muy gorda y grande, por lo común aderezada con coco, frijoles o chicharrón, para darle mejor sabor.

- Tamal de mojarra con plátano verde

- Totoposte: Tortilla grande muy delgada y tostada de unos 30 cm de diámetro, elaborada con masa muy fina de maíz y manteca de cerdo.

- Uliche: Platillo prehispánico, quizá el más antiguo de los platillos típicos de Tabasco, que se prepara principalmente para el día de muertos y en rezos en las comunidades rurales, aunque puede ser consumido cualquier otro día, y consiste en caldo elaborado de masa batida y agua, con carne de pavo o res con hueso, hervida, al que se le adiciona un guiso de cebolla, tomate, chile dulce y ajo, ya servido, se le pone semillas de calabaza y chile amashito al gusto.

- Xhixhi vewaj (Tamales de carne deshebrada con maíz nuevo): Tamal típico de la zona indígena, que se elabora batiendo la masa con carne deshebrada, con un toque de manteca, su característica principal es su envoltura, ya que para envolverlo, se unta una pasta de maíz nuevo en el "joloche" con un toque de dulce, lo que le da un sabor especial.

- Xguaj: Tortilla "gruesa" grande elaboradas de masa de maíz y hecha a mano sobre hoja de plátano. Para su elaboración el maíz se pone a cocer con cal, luego este se lava perfectamente con agua, se muele y se amasa y luego se procede a elaborar las tortillas a mano para posteriormente ponerlas en un comal.

## Demografía
Demográficamente, el departamento de Chontales ocupa el décimo tercer lugar a nivel nacional con una población de 193 mil habitantes según las últimas estimaciones.
| Población histórica del departamento de Chontales | Población histórica del departamento de Chontales | Población histórica del departamento de Chontales |
| Año                                               | Habitantes                                        | Fuente                                            |
| ------------------------------------------------- | ------------------------------------------------- | ------------------------------------------------- |
| 1906                                              | 26 214                                            | Censo nicaragüense de 1906                        |
| 1920                                              | 35 825                                            | Censo nicaragüense de 1920                        |
| 1940                                              | 38 831                                            | Censo nicaragüense de 1940                        |
| 1950                                              | 50 529                                            | Censo nicaragüense de 1950                        |
| 1963                                              | 75 575                                            | Censo nicaragüense de 1963                        |
| 1971                                              | 68 802                                            | Censo nicaragüense de 1971                        |
| 1995                                              | 144 635                                           | Censo nicaragüense de 1995                        |
| 2005                                              | 153 932                                           | Censo nicaragüense de 2005                        |
| 2023                                              | 193 827                                           | Estimaciones del INIDE                            |

Chontales tiene una población actual de 193,827 habitantes. De la población total, el 49.2% son hombres y el 50.8% son mujeres. Casi el 62.5% de la población vive en la zona urbana.

## División administrativa
El departamento de Chontales está dividido administrativamente en diez municipios:
| Municipio           | Superficie | Población  | Población       |
| Municipio           | Superficie | Censo 2005 | Estimación 2023 |
| ------------------- | ---------- | ---------- | --------------- |
| Acoyapa             | 1,382 km²  | 16,946     | 20,465          |
| Comalapa            | 643.9 km²  | 11,785     | 18,383          |
| Cuapa               | 277.0 km²  | 5,507      | 11,422          |
| El Coral            | 306.0 km²  | 7,039      | 8,427           |
| Juigalpa            | 726.8 km²  | 51,838     | 61,571          |
| La Libertad         | 774.5 km²  | 11,429     | 14,824          |
| San Pedro de Lóvago | 466.5 km²  | 7,650      | 9,694           |
| Santo Domingo       | 681.7 km²  | 12,182     | 14,460          |
| Santo Tomás         | 546.6 km²  | 16,404     | 19,392          |
| Villa Sandino       | 676.5 km²  | 13,152     | 15,189          |